# Exokératine de type II
Les exokératines de type II sont des alpha-kératines présentes dans les ongles, les poils et les cheveux des mammifères. Elles ont la particularité d'être basiques (pH ≥ 7) ; elles s'associent avec les exokératines de type I pour former un filament intermédiaire. On dénombre 6 membres groupés en un cluster de gènes sur le chromosome 12q13 humain.
Les exokératines de type II :
| Désignation du gène | Désignation de la protéine |
| ------------------- | -------------------------- |
| *KRT81              | *K81                       |
| *KRT82              | *K82                       |
| *KRT83              | *K83                       |
| *KRT84              | *K84                       |
| *KRT85              | *K85                       |
| *KRT86              | *K86                       |